# Omar Cook
Omar-Sharif Cook (ur. 28 stycznia 1982 w Nowym Jorku) – amerykański koszykarz, występujący na pozycji rozgrywającego, aktualnie zawodnik hiszpańskiej Casademont Saragossy.
W 2000 wystąpił w meczu wschodzących gwiazd - Nike Hoop Summit oraz McDonald’s All-American.
Oprócz epizodów w Portland Trail Blazers oraz Toronto Raptors zaliczył kilka krótkoterminowych umów z klubami tj: Dallas Mavericks, Denver Nuggets, Orlando Magic, Indiana Pacers, Charlotte Bobcats, Chicago Bulls, New Orleans Hornets. Nie rozegrał w ich barwach żadnego spotkania sezonu zasadniczego.

## Osiągnięcia
Stan na 24 lutego 2022, na podstawie, o ile nie zaznaczono inaczej.

### NCAA
- Zaliczony do:
  - I składu:
    - pierwszoroczniaków AAC (2001)
    - turnieju Coaches vs. Classic (2001)

  - III składu All-AAC (2001)

### Drużynowe
- Mistrz:
  - FIBA EuroCup Challenge (2007)
  - Ligi Mistrzów (2020, 2021)
  - Czarnogóry (2015, 2016)
- Wicemistrz: 
  - Belgii (2006)
  - NBDL (2003)
  - Włoch (2012)
- Brązowy medalista mistrzostw Litwy (2014)
- Zdobywca pucharu:
  - FIBA Intercontinental Cup (2021)
  - Belgii (2006)
  - Czarnogóry (2015, 2016)
- Finalista:
  - pucharu:
    - Hiszpanii (2009)
    - Litwy (2014)

  - Superpucharu Hiszpanii (2010)
- 3. miejsce w Pucharze Hiszpanii (2011, 2013)

### Indywidualne
- MVP:
  - miesiąca ACB (luty 2010)
  - 5. kolejki TOP 16 Euroligi (2011/12)
- Zaliczony do:
  - II składu NBDL (2002, 2004, 2005)
  - All D-League Honorable Mention (2003)
- Lider w:
  - asystach: 
    - Ligi Mistrzów (2018)
    - Euroligi (2010, 2012)
    - Eurocupu (2008)
    - ACB/Ligi Endesa (2010, 2018, 2019)
    - Ligi Adriatyckiej (2008, 2016)
    - NBDL (2002, 2004)[6][7]
    - ligi:
      - serbskiej (2008)
      - belgijskiej (2006)
      - litewskiej LKL (2014)

  - przechwytach:
    - ACB (2011)
    - Ligi Adriatyckiej (2008, 2016)
    - NBDL (2004)[7]
    - litewskiej ligi LKL (2014)
- Uczestnik meczu gwiazd Ligi Adriatyckiej (2007)

### Reprezentacja
- Uczestnik Eurobasketu (2011 – 21. miejsce)[8]